# Gefängnis Saidnaya

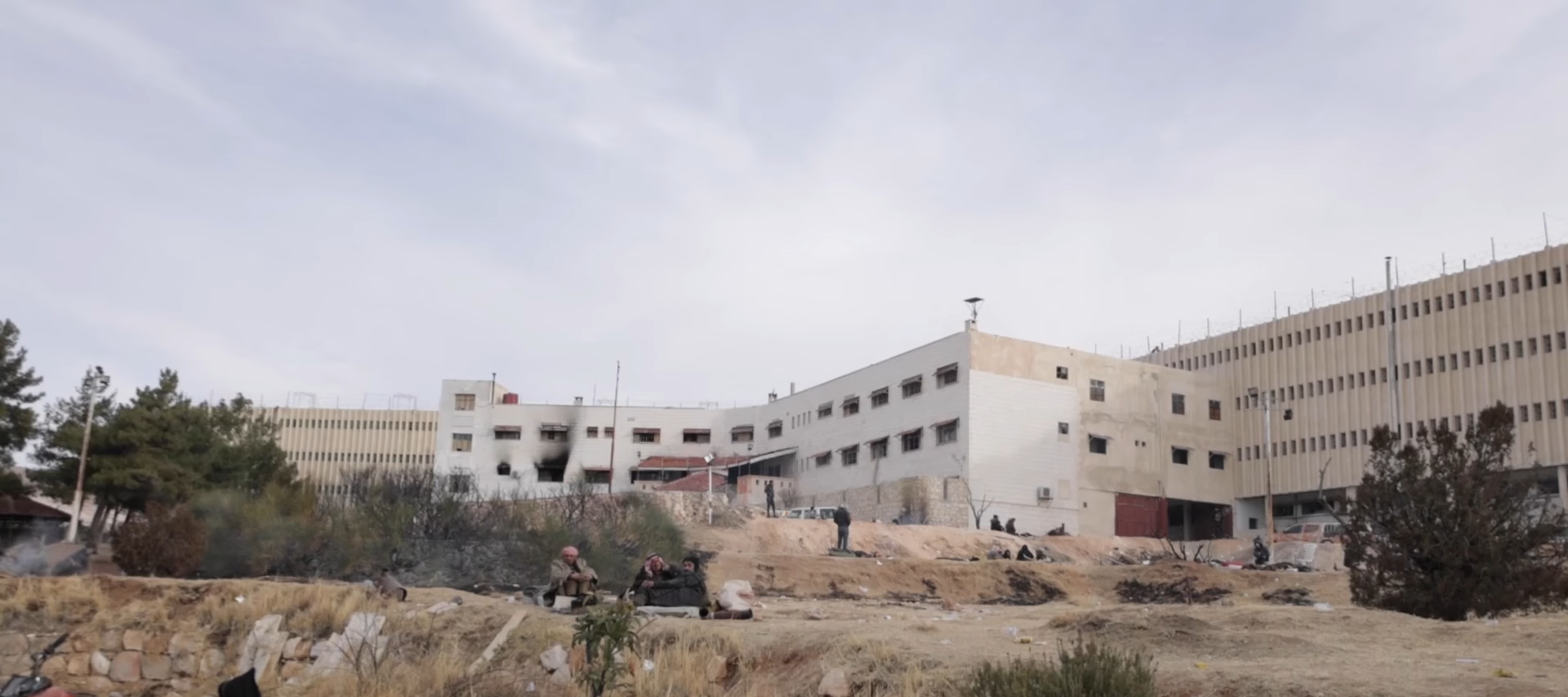
Das Saidnaya-Gefängnis nach dem Fall des Assad-Regimes, 2024.

Das Gefängnis Saidnaya, arabisch سجن صيدنايا Sidschn Saidnaya, auch als Saidnaja, Sednaya oder Sednaja, ist ein 1986 gebautes, für zehn- bis zwanzigtausend Häftlinge ausgelegtes Militärgefängnis in Syrien. Zunächst unter dem Regime von Präsident Hafiz al-Assad genutzt, wurde es unter dem Regime seines Sohnes und Nachfolgers Baschar al-Assad ab 2011 im Zuge der Aufstandsbewegung gegen das Regime und des Syrischen Bürgerkrieges zu einem Vernichtungslager des Assad-Regimes, in dem mehrere zehntausend bis möglicherweise bis zu hunderttausend Menschen ermordet wurden. Im syrischen Volksmund wurde es als „Schlachthaus für Menschen“ bezeichnet. In der Nacht vom 7. auf den 8. Dezember 2024 wurde das Gefängnis im Zuge des Sturzes des Assad-Regimes eingenommen und sämtliche Gefangenen befreit.

## Lage
Koordinaten: 33° 39′ 56″ N, 36° 19′ 48″ O
Der markante dreiflügelige Hauptbau liegt 17 km nördlich von Damaskus und 5 km südwestlich von Saidnaya. Er befindet sich in einem 1403 Hektar großen Areal in einer Halbwüste auf einer Höhe von etwa 1300 m.
Die eigentliche Gefängnisanlage umfasst eine bewachte Fläche von etwa 160 m × 260 m. Diese ist, zusammen mit weiteren Funktionsgebäuden, eingeschlossen in einen zweiten Sicherungsring, der eine Ausdehnung von 600 m × 600 m hat. Diesem vorgelagert ist ein dritter Wall- und Patrouillenring, der eine Fläche von 900 m × 1000 m umschließt. Ein vierter Absperrring umspannt das gesamte Areal mit angelegten Anlagen und kerzengeraden Fahrwegen in der Dimension von 1,16 km × 1,22 km.
In der Anlage wurden 10.000 bis 20.000 Menschen festgehalten: im roten dreiflügeligen Gebäude Zivilpersonen, im westlich davon gelegenen weißen Gebäude Militärangehörige.

## Geschichte

### Ereignisse vor 2011
Die Bemühungen, das Saidnaya-Gefängnis zu errichten, begannen 1978, als die syrische Regierung von den örtlichen Grundbesitzern Land konfiszierte und es dem Verteidigungsministerium zur Errichtung eines Gefängnisses überließ. Der Bau begann 1981 und wurde 1986 abgeschlossen. Die ersten Häftlinge trafen 1987 ein.
Im Juli 2008 ereignete sich ein Gefängnisaufstand.

### Syrischer Bürgerkrieg 2011 bis zum Sturz des Assad-Regimes 2024
Zwar kam es vor Beginn des syrischen Bürgerkriegs, am Anfang der friedlichen Proteste gegen Baschar al-Assad 2011 zu einer Amnestie für radikalislamische Häftlinge, jedoch schlossen sich viele der Freigelassenen später islamistischen Rebellengruppen wie den Ahrar al-Scham an.
Einem Bericht von Amnesty International zufolge, der auf den Aussagen von 84 Zeitzeugen basiert, sind zwischen September 2011 und Dezember 2015 zwischen 5.000 und 13.000 überwiegend oppositionelle Zivilisten bzw. politische Gefangene im Auftrag des syrischen Regimes unter Baschar al-Assad im Gefängnis Saidnaya außergerichtlich hingerichtet worden.
Im Mai 2017 warf die amerikanische Regierung der syrischen Regierung vor, ein Krematorium auf dem Gelände des Gefängnisses errichtet zu haben, um die Leichen hingerichteter Insassen ohne Aufsehen beseitigen zu können.
Die Behauptung stützte sich auf Satellitenaufnahmen, auf denen die Amerikaner das Fehlen von Schnee auf einem neueren Gebäude des Komplexes auf große Hitze im Inneren zurückführten. Daraus folgerten sie nach Angaben des State Departments, dort werde ein Krematorium betrieben, was sich nach Angaben der Menschenrechtsorganisation Amnesty International jedoch nicht unabhängig bestätigen ließ.
Mitte 2018 stellte das syrische Regime ca. 5000 Todesurkunden für in den Foltergefängnissen Verstorbene aus. Es gab zu dem Zeitpunkt 13.000 bestätigte Todesfälle.
Im Januar 2021 schätzte die Syrische Beobachtungsstelle für Menschenrechte (SOHR), dass im Verlauf des syrischen Bürgerkriegs 30.000 Häftlinge im Gefängnis Saidnaya getötet wurden.
Der Hohe Kommissar der Vereinten Nationen für Menschenrechte erklärte in einem im Juli 2023 veröffentlichten Bericht, dass in syrischen Haftanstalten, darunter Saidnaya, „anhaltend weit verbreitete und systematische Muster der Folter und grausame, unmenschliche oder erniedrigende Behandlungen“ zur Anwendung kommen und Häftlinge verschwinden.

### Sturz des Assad-Regimes im Dezember 2024
Im Zuge einer Offensive syrischer Oppositionsgruppen unter Führung von Haiʾat Tahrir asch-Scham ab Ende November 2024 und des raschen Zusammenbruchs des Assad-Regimes im Dezember wurde das Gefängnis in der Nacht des 7. auf den 8. Dezember von Regimegegnern eingenommen und die Gefangenen freigelassen, darunter auch Frauen und Kinder, auch Kleinkinder. Unter den Befreiten sind Gefangene, die Jahrzehnte in Haft saßen. Raghid al-Tatari, ein syrischer Luftwaffenpilot, der als 26-Jähriger im Jahr 1980 den Befehl verweigert hatte, zivile Gebiete in Hama zu bombardieren, war mit 43 Jahren in Haft der angeblich am längsten einsitzende Gefangene.
Im Zuge der Befreiung suchten Weißhelme – um weggesperrte Insassen nicht zu übersehen – mit Spürhunden, Durchbruchswerkzeugen, Suchgeräten und akustischen Sensoren nach unterirdischen Zellen, die es in dem Gefängniskomplex Gerüchten zufolge geben soll. Am 9. Dezember 2024 gaben die Weißhelme in einem Statement das Ende ihrer Such-und-Rettungsoperation in dem Gefängnis bekannt; es seien keine geheimen und versiegelten, unterirdischen Räume gefunden worden.

## Opferzahlen und Menschenrechtsverletzungen unter dem Assad-Regime
Über die Zahl der in Saidnaya ermordeten Gefangenen gibt es unterschiedliche Angaben, die zeitlich versetzt sind. Die Schätzungen der Opferzahlen reichen bis zu rund einhunderttausend Toten.
- Im Februar 2017 schätzte Amnesty International anhand eines veröffentlichten Berichts, der auf den Aussagen von 84 Zeugen basierte, die Zahl der außergerichtlich hingerichteten Gefangenen „zwischen September 2011 und Dezember 2015 im Gefängnis Saidnaya [auf] zwischen 5.000 und 13.000 Menschen“.[7][8][9][10][11]
- Die Syrische Beobachtungsstelle für Menschenrechte (SOHR) ging im Januar 2021 davon aus, dass im Verlauf des syrischen Bürgerkriegs 30.000 Häftlinge in Saidnaya getötet wurden;[16]

## Bekannte Inhaftierte
- Zahran Allusch (1971–2015), Führer der islamistischen syrischen Rebellengruppe Dschaisch al-Islam
- Hassan Abboud († 2014), syrischer Widerstandskämpfer der Ahrar al-Scham
- Abū Muhammad al-ʿAdnānī (1977–2016), Sprecher der Terrororganisation Islamischer Staat
- Haitham al-Malih, syrischer Menschenrechtsaktivist
- Omar Alshogre, syrischer Menschenrechtsaktivist